# Vidueira (Manzaneda)
Vidueira (llamada oficialmente San Miguel de Bidueira) es una parroquia y un lugar del municipio español de Manzaneda, en la provincia de Orense, Galicia.

## Toponimia
La parroquia también es conocida por el nombre de San Miguel de Vidueira.

## Organización territorial
La parroquia está formada por tres entidades de población:
- San Miguel
- San Vicencio (San Vicenzo)
- Vidueira (Bidueira)

## Demografía

### Parroquia
| Gráfica de evolución demográfica de Vidueira (parroquia) entre 2000 y 2022 |
|                                                                            |
| Datos según el nomenclátor publicado por el INE.                           |

### Lugar
| Gráfica de evolución demográfica de Vidueira (lugar) entre 2000 y 2022 |
|                                                                        |
| Datos según el nomenclátor publicado por el INE.                       |